# Moe Kare!!
Moe Kare!! (jap. 萌えカレ!! Moe Kare!!) – shōjo-manga autorstwa Gō Ikeyamady.
W latach 2005–2006 była drukowana w magazynie Shōjo Comic w liczbie 7 tomów (35 rozdziałów).

## Postacie
- Hikaru Wakamiya (若宮ひかる Wakamiya Hikaru) – główna bohaterka mangi, 15-letnia dziewczyna uwielbiająca shōjo-mangi, zakochana w Takarze.
- Takara Honda (本田宝 Honda Takara) – nieśmiały 16-letni chłopak, zakochany w Hikaru. Jest bratem przyrodnim Araty. Ma brązowe oczy. Trenuje karate.
- Arata Ichikawa (壱川 新 Ichikawa Arata) – 15-letni chłopak, uważany jest za playboya, często wdaje się w bójki. Jest bratem przyrodnim Takary. Ma niebieskie oczy. Pragnie za wszelką cenę odebrać Hondzie Hikaru.
- Ami Kobayakawa (小早川亜美 Kobayakawa Ami) – przyjaciółka Takary z dzieciństwa. Trenuje karate. Uratowała Hondę przed nadjeżdżającym samochodem, ale jej samej nie udało się uciec. Została potrącona przez auto i trafiła do szpitala.